# Pouillé (registre ecclésiastique)
Pour les articles homonymes, voir Pouillé.
 (signalé en juillet 2025).
Si vous disposez d'ouvrages ou d'articles de référence ou si vous connaissez des sites web de qualité traitant du thème abordé ici, merci de compléter l'article en donnant les références utiles à sa vérifiabilité et en les liant à la section « Notes et références ».
- Archive Wikiwix
- Bing
- Cairn
- DuckDuckGo
- E. Universalis
- Gallica
- Google
- G. Books
- G. News
- G. Scholar
- Persée
- Qwant
- (zh) Baidu
- (ru) Yandex
- (wd) trouver des œuvres sur Wikidata

Un pouillé est un dénombrement de tous les bénéfices ecclésiastiques situés dans un domaine géographique donné. On peut ainsi avoir le pouillé d’une paroisse, d’une abbaye, d’un doyenné, d’un diocèse, etc.
Les pouillés généraux comprennent tous les archevêchés et évêchés d’un royaume ou État.

## Usages du pouillé
Le pouillé est dressé pour l’assiette et la perception des redevances fiscales et peut inclure les montants des revenus des bénéfices, le nombre des redevables ou même la liste complète de ces redevables avec les montants payés.
Dans quelques cas, on appelle pouillé un registre dans lequel sont transcrits les actes concernant une église, abbaye, etc., et la description de ces biens.
On utilise aussi parfois le terme polyptyque.